# Graettinger (Iowa)
Graettinger ist eine Kleinstadt (mit dem Status „City“) im Palo Alto County im US-amerikanischen Bundesstaat Iowa. Das U.S. Census Bureau hat bei der Volkszählung 2020 eine Einwohnerzahl von 832 ermittelt.

## Geografie
Graettinger liegt im Norden Iowas am westlichen Ufer des westlichen Quellflusses des Des Moines River, einem rechten Nebenfluss des Mississippi.
Die am Missouri gelegenen Schnittpunkte der Bundesstaaten Iowa, South Dakota und Minnesota sowie der Staaten Iowa, South Dakota und Nebraska liegen 169 km westnordwestlich sowie 197 km südwestlich von Graettinger.
Die geografischen Koordinaten von Graettinger sind 43° 14′ 16″ nördlicher Breite und 94° 45′ 05″ westlicher Länge. Die Stadt erstreckt sich über eine Fläche von 1,99 km² und ist die größte Ortschaft innerhalb der Walnut Township.
Nachbarorte von Graettinger sind Ringsted (25,8 km ostnordöstlich), Fenton (30 km östlich), Osgood (11,9 km südsüdöstlich), Emmetsburg (18,5 km in der gleichen Richtung), Ruthven (23,9 km südwestlich), Terril (23,8 km westnordwestlich) und Wallingford (10,6 km nordnordwestlich).
Die nächstgelegenen größeren Städte sind die Twin Cities in Minnesota (Minneapolis und Saint Paul) (296 km nordöstlich), Rochester in Minnesota (259 km ostnordöstlich), Cedar Rapids (365 km ostsüdöstlich), Iowas Hauptstadt Des Moines (273 km südsüdöstlich), Kansas City in Missouri (510 km südlich), Nebraskas größte Stadt Omaha (304 km südsüdwestlich), Sioux City (191 km westsüdwestlich) und South Dakotas größte Stadt Sioux Falls (182 km westnordwestlich).

## Verkehr
Der Iowa Highway 4 verläuft in Nord-Süd-Richtung entlang der westlichen Stadtgrenze von Graettinger. Alle weiteren Straßen sind untergeordnete Landstraßen, teils unbefestigte Fahrwege sowie innerörtliche Verbindungsstraßen.
Durch Graettinger führt eine Bahnlinie der Union Pacific Railroad, die für den Güterverkehr genutzt wird.
Mit dem Emmetsburg Municipal Airport befindet sich 20,6 km südsüdöstlich ein kleiner Flugplatz für die Allgemeine Luftfahrt. Die nächsten Verkehrsflughäfen sind der Des Moines International Airport (275 km südöstlich), das Eppley Airfield in Omaha (295 km südsüdwestlich), der Sioux Gateway Airport in Sioux City (220 km westsüdwestlich) und der Sioux Falls Regional Airport (190 km westnordwestlich).

## Bevölkerung
Nach der Volkszählung im Jahr 2010 lebten in Graettinger 844 Menschen in 382 Haushalten. Die Bevölkerungsdichte betrug 424,1 Einwohner pro Quadratkilometer. In den 382 Haushalten lebten statistisch je 2,21 Personen.
Ethnisch betrachtet bestand die Bevölkerung zu 98,5 Prozent aus Weißen. Unabhängig von der ethnischen Zugehörigkeit waren 0,8 Prozent der Bevölkerung spanischer oder lateinamerikanischer Abstammung.
24,5 Prozent der Bevölkerung waren unter 18 Jahre alt, 56,3 Prozent waren zwischen 18 und 64 und 19,2 Prozent waren 65 Jahre oder älter. 51,4 Prozent der Bevölkerung waren weiblich.
Das mittlere jährliche Einkommen eines Haushalts lag im Jahr 2015 bei 41.103 USD. Das Pro-Kopf-Einkommen betrug 21.147 USD. 11,9 Prozent der Einwohner lebten unterhalb der Armutsgrenze.